# Székely István (zongoraművész, 1960)
Székely István (Sztálinváros, 1960. május 23. –) magyar zongoraművész.

## Életrajz
Zenész családban született, ötévesen kezdett zongorázni. Első tanára Bánkövi András volt, aki Szegedi Ernőnél végezte a Zeneakadémiát. 1974-ben került a budapesti Bartók Béla Zeneművészeti Szakközépiskolába, ahol Hambalkó Edit tanítványa volt. Itt 3 évig zeneszerzést is tanult, Kocsár Miklósnál. 1977-ben I. díjat nyert a Sopronban megrendezett  Első  Nemzetközi Ifjúsági Zongoraversenyen, 1978 és 1983 között a Zeneakadémián Kadosa Pálnál, Kocsis Zoltánnál, Kurtág Györgynél, Rados Ferencnél tanult.
1981-ben IV. helyezettje volt a Nemzetközi Liszt-Bartók zongoraversenynek. 1983-ban I. díjat nyert Salamancában (Spanyolország) az Első Európai Nemzetközi Zongoraversenyen. 1983-ban elnyerte a Cziffra Alapítvány ösztöndíját és az egyhónapos koncertfellépéseket Franciaországban, több városban, köztük Párizsban.
A Hungarotonnál megjelent Liszt orosz szerzők darabjaira írt parafrázisai lemezét a New-York-i "Fanfare" CD-figyelő magazin nagyon ajánlottnak minősítette. 5 CD-t készített a NAXOS vállalat megbízásából, Chopin művekből, amiből a 4 Scherzo és 4 Ballada Hong-Kongban aranylemez lett az eladott példányszám nyomán. Szintén a NAXOS cégnél Beethoven-zongoraszonátákat is lemezre játszott.A Magyar Rádióban rendszeresen készített felvételeket mint szólista és mint kamaramuzsikus. 1986-ban a Bp-i Tavaszi Fesztiválon nagy siker volt, Ravel  Daphnis és Chloe II. szvitjének saját kétzongorás átirata. Koncertező zongoristaként fellépett az USA, Kanada, Japán és Európa majdnem összes országának pódiumán. Szerepelt rangos nemzetközi zenei fesztiválokon, mint pl. a Raviniai Fesztivál / Chicago / Bath-i Fesztivál / Anglia/ Lockenhausen-i Fesztivál (Ausztria). 1996-ban Kanadában készült újabb Liszt-lemezét újfent a nagyon ajánlott kiadványok közé sorolta a "Fanfare" magazin.
Zeneszerzéssel is foglalkozik, főleg zongoradarabokat, ill. kisebb kamaradarabokat ír, további átiratok mellett, mint pl. Debussy Fétes c. zenekari művéből készült átirata, zongorára két kézre. Jelenleg zeneiskolában zongoratanár.

## Diszkográfia
- Liszt Parafrázisok orosz szerzők műveire, Hungaroton
- Chopin Scherzos / Ballades, Waltzes complete, Etudes complete, Két zongoraverseny km., Magyar Rádió Zenekara
- B moll szonáta és H moll szonáta, Beethoven zongoraszonáták NAXOS
- Liszt H moll szonáta Mephisto Waltz, Venetia e Napoli, Mephisto records

## Díjai, kitüntetései
- 1977 – I. nemzetközi ifjúsági Liszt zongoraverseny, Sopron: I. díj
- 1983 – Salamancai nemzetközi zongoraverseny: I. díj